# 珍妮花·摩利遜
珍妮佛·瑪麗·莫里遜（英語：Jennifer Marie Morrison，1979年4月12日—）是一位美國女演員、模特兒及電影監製。其最為人所知的螢幕角色是她扮演了六年以上的《豪斯医生》系列的艾莉森·卡麥容醫生。另外她也在《老爸老媽的浪漫史》的第六季中登場。2011年11月起，她為ABC電視台的童話電視劇《童話鎮》飾演主角Emma Swan。

## 早年生活
珍妮佛·莫里遜出生於美國伊利諾伊州的芝加哥，後在庫克縣阿靈頓高地渡過童年歲月。其父親大衛·莫里遜是一位已退休的音樂科高中教師，曾經在2003年被伊利諾伊州教育當局嘉許為年度優秀教師；其母茱迪·莫里遜也同樣是一位退休教員。珍妮佛是家中的長女，在她以下還有一弟一妹，分別名為丹尼爾（Daniel）和茱莉亞（Julia）。
珍妮佛的高中時代活躍於校園活動，除了在步操樂團負責演奏單簧管外，亦同時是學校的合唱團成員以及啦啦隊隊長。1997年她從雙親所執教的願景高中畢業，選擇升讀芝加哥洛約拉大學，主修舞台藝術副修英語。2000年大學剛畢業的珍妮佛在荒原狼劇團進修，直至不久後毅然隻身搬到洛杉磯正式開展其銀色旅途。

## 演藝生涯
珍妮佛·莫里遜從小已經嘗試參與孩童模特兒的工作，曾為百貨公司和早餐玉米片等作平面廣告及電視廣告拍攝。十三歲時候，她更出現在暢銷全國的運動畫刊兒童版的1992年5月號封面，封面上和她倚著並列的人物是籃球巨星麥可·喬丹。
十五歲那年珍妮佛演出了她的銀幕處女作，於1994年電影《陌路交鋒》中扮演李察·基爾與莎朗·史東的女兒。而1999年她也在奇雲·貝根主演的《靈異駭客》內客串一角。
令珍妮佛真正成為電影主角的機會發生在她大學畢業並來到洛杉磯荷李活以後，2000年她在驚慄片《下一個還是你》中初次擔任第一主角，該片在美國本土和賣埠的票房相當不錯，以一套較低成本製作而言可謂非常成功。此後珍妮佛·莫里遜的片約便紛至沓來。先在2003年講述滑板運動的《沖上雲霄》與阿當·布洛迪合作；2004年參與賓·艾佛力的喜劇《誰來陪我過聖誕》。2005年珍妮佛更進一步，參演了重頭製作《史密夫決戰史密妻》，在戲內分別與巨星畢·彼特和安祖蓮娜·祖莉交手。
在電視界別方面，珍妮佛起初只是以客串身份間中參演《天使有約》和《戀愛時代》等劇集。直到2004年她才在《豪斯医生》中取得重要角色，扮演曉·萊利身邊的免疫學專家醫生艾莉森·卡麥容。2006年，珍妮佛開始涉足影片製作領域，在一齣獨立電影內分別擔任演員和監製工作。她亦成為催生歌舞劇集《欢乐合唱团》的幾位製作人之一，後來她把其構思介紹給劇本作家賴恩·梅菲等人，最終使它發展成一套受歡迎的電視系列作。雖然珍妮佛並未再參與其後的創作過程，但由於把自己原創的構思交到適當的團隊手上使之成真，因此該劇劇組在劇集第一季的片尾字幕中仍把她列為聯合製作人之一。

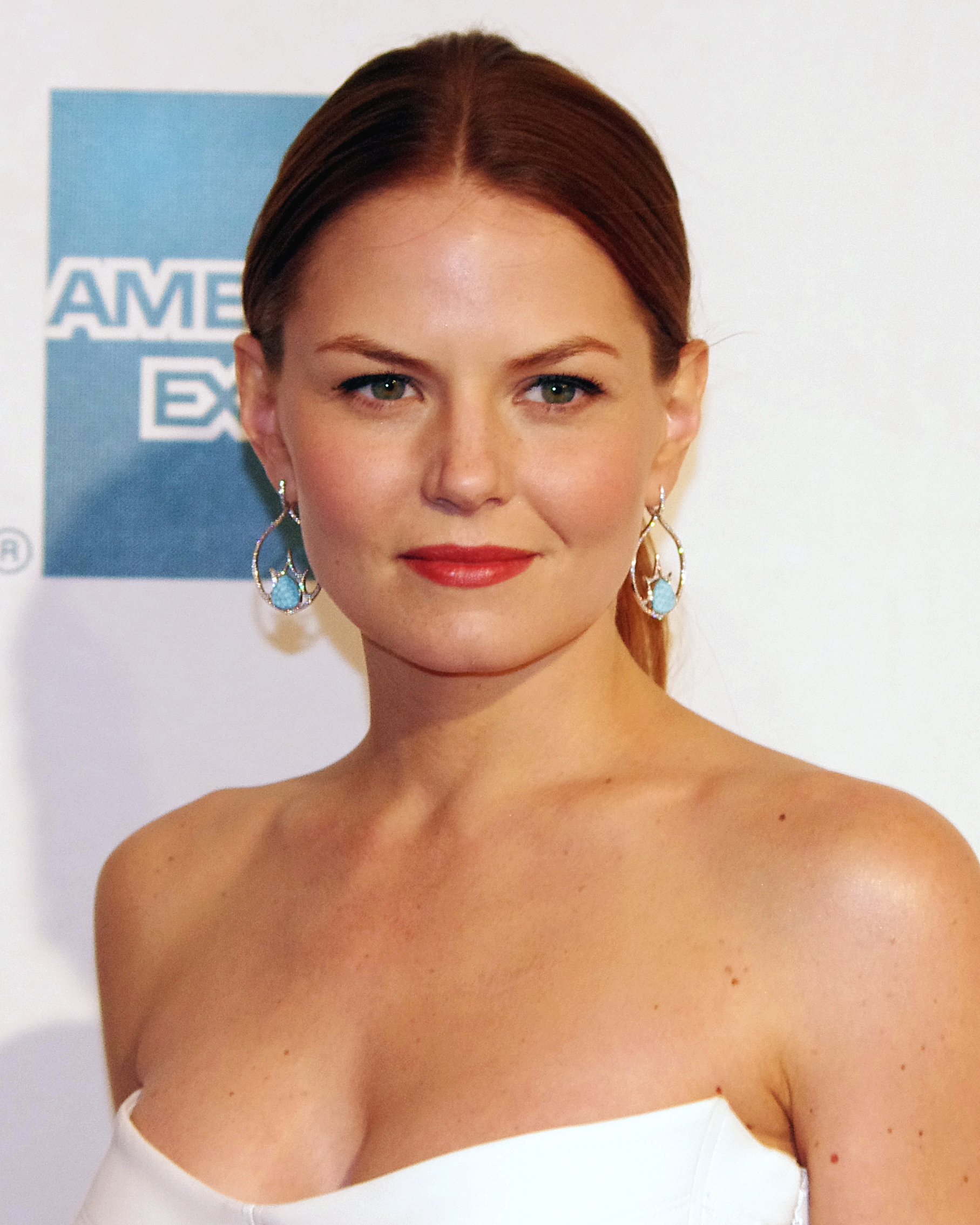
2012年4月于翠贝卡影展

2009年，珍妮佛·莫里遜經過數年電視連續劇歷練後再次回歸大銀幕，在J·J·艾布斯執導的新一輯《星空奇遇記》之中飾演主角占士·T·郤克的母親維露娜（Winona）。同年12月17日，隨著與《豪斯醫生》劇組不再續約，珍妮佛宣佈自己即將登上台板，在百老匯式舞台劇《熱淚心聲》擔當海倫·凱勒母親姬蒂一角。
2011年，她在所主演的《童話鎮》飾演主角Emma Swan，在收視上取得成功。故事講述Emma在年輕時產下一個孩子，考慮到自己難以勝任母親一職，於是將孩子送到寄養中心，但十年後兒子突然出現，表示她是白雪公主與白馬王子失蹤的女兒，只有她才可以拯救現實與童話世界。

## 個人生活
2004年3月，當珍妮佛·莫里遜在溫哥華國際機場準備出發前往進行《豪斯医生》的初期拍攝工作時，她遇到同劇的另一名參演演員傑西·史賓沙。同年7月，兩人開始經常約會。不久之後，甚至連《豪斯医生》劇中兩人所飾演的卡麥容醫生和柴斯醫生也同樣發展出戀愛關係。
後來在一次金球獎晚宴場合接受《E!》雜誌訪問時，珍妮佛坦認傑西已經在2006年12月23日，於法國艾菲爾鐵塔上向她求婚。當時兩人亦透露他們將會在2007年稍後時間回到洛杉磯以私人派對的形式完成婚禮。然而事與願違，這對情侶在2007年8月底對外宣佈已經取消了兩人之間的婚約。
此後珍妮佛·莫里遜的感情生活變得低調，只有2008年時候曾經有傳她戀上另一名男演員阿莫瑞·諾拉斯克。雖然此消息並沒有正式公開，兩人已在2011年分手。
於2012年忙著在溫哥華，加拿大拍童话镇的珍妮佛並未傳出擁有新男友的消息。
目前和《童話鎭》中飾演瘋狂帽客的Sebastian Stan約會,於2013年分手。

## 主要作品
| 年度      | 片名                 | 角色              | 備註                            |
| --------- | -------------------- | ----------------- | ------------------------------- |
| 1994      | 《陌路交鋒》         | 美漢·伊士曼       |                                 |
| 1994      | 《夢幻街奇緣》       | 迪妮斯            |                                 |
| 1999      | 《靈異駭客》         | 薩曼莎·高薩斯     |                                 |
| 2000      | 《下一個還是你》     | 艾薇·美菲爾       | 首次主演                        |
| 2000-2001 | 《戀愛時代》         | 美蘭妮·舒亞·湯臣  | 電視影集（客串）                |
| 2003      | 《沖上雲霄》         | 占美              |                                 |
| 2004      | 《誰來陪我過聖誕》   | 維利達大小姐      |                                 |
| 2004-2010 | 《豪斯医生》         | 艾莉森·卡麥容醫生 | 電視影集（六季共主演超過129集） |
| 2005      | 《史密夫決戰史密妻》 | 珍迪              |                                 |
| 2007      | 《猛男姦獄》         | 茗蒂              |                                 |
| 2009      | 《星空奇遇記》       | 維露娜·郤克       |                                 |
| 2010-2011 | 《老爸老媽的浪漫史》 | 蘇兒·皮爾遜       |                                 |
| 2011      | 《勇者無敵》         | 苔絲·康倫         |                                 |
| 2011-2018 | 《童話鎮》           | Emma Swan         | 1-6季為主角, 第7季客串          |

## 注腳
1. ↑  . 伊利諾伊州教育局. 2003-03-22  [2011-02-12]. （原始内容存档于2014-03-23）.
2. ↑  . （原始内容存档于2011-09-02）.
3. ↑  另一華文譯名《激情交叉点》
4. ↑  製作預算為$14,000,000美元，最終取得$38,574,362元票房收入
5. ↑  又譯《滑板明星夢》、《滑板狂热》
6. ↑  又譯《煎熬圣诞节》
7. ↑  . 2010-04-10  [2011-02-12]. （原始内容存档于2015-11-05）.
8. ↑  The Broadway League. . IBDB.   [2011-02-12]. （原始内容存档于2012-10-22）.
9. ↑  .   [June 18, 2011]. （原始内容存档于2009-11-29）.

## 外部連結
- 珍妮佛·莫里遜在互联网电影资料库（IMDb）上的資料（英文）
- 在AllMovie上珍妮佛·莫里遜的頁面（英文）
- 珍妮花·摩利遜 在阿尔法记忆的相关页面（一個的Wiki網站）